# De Pfaffs
De Pfaffs was een Vlaamse realitysoap over het dagelijks leven van oud-doelman Jean-Marie Pfaff en zijn familie. In België werd De Pfaffs uitgezonden door VTM en Canal+, in Nederland door de AVRO (eerste seizoen), RTL 7 en RTL 4. Het eerste seizoen van de serie werd uitgezonden in 2002.
Aan het eind van 2011 is VTM gestopt met het uitzenden van De Pfaffs.

## Familie
De familie bestaat uit Jean-Marie Pfaff (° 4 december 1953), zijn vrouw Germaine Carmen Leona Seth (° 24 maart 1956) en hun drie dochters.

### Liébart
De oudste dochter Debby Edilbert Gerdina Pfaff (° 30 mei 1975) woont samen met Nicolas Liébart (° 5 april 1980). Samen hebben zij twee zonen, Keano Kelly Philippe (° 4 november 2004) en Liam Lyndsey Arnaud (° 27 mei 2006). Nicolas en Debby baatten samen een zonnebankcentrum uit in Beveren. Eind 2009 stoppen ze hiermee om meer tijd met de kinderen te kunnen doorbrengen. De begane grond hebben ze verhuurd aan een bloemenwinkel en boven doet Debby nog wel de nagels van vaste klanten. Na negen jaar heeft Nicolas Debby ten huwelijk gevraagd. Ze hebben elkaar het jawoord gegeven op 26 mei 2012. In 2024 zetten ze na 12 jaar een punt achter hun huwelijk in goede verstandhouding.

### Gooris
De tweede dochter, Kelly Yvonne Danny Pfaff (° 26 juli 1977), is getrouwd met zanger Sam Gooris (° 10 april 1973). Samen hebben zij twee kinderen: hun dochter Shania Debby Werner (° 10 mei 2000) en hun zoon Kenji Lyndsey Philip (° 24 november 2001). Kelly doet onder andere modellenwerk, presenteert en is zo nu en dan ook DJ. Kelly deed in 2006 mee aan Dancing on Ice, en was jurylid in My Name is. Samen met haar schaatspartner Andrej Lipanov schaatste zij de finale en werd uiteindelijk derde. Kelly had ook haar eigen kledingzaak, "Farfalle", in Nijlen, maar die is in 2009 failliet gegaan. Op 15 december 1999 gaven Sam en Kelly elkaar het jawoord in de Zwitserse bergen en op 24 augustus 2000 gaven ze elkaar in het kerkelijk huwelijk nog een keer het jawoord, maar nu met hun dochter Shania erbij.

### Volders
De jongste dochter van de Pfaffs is Lyndsey Linda Marc Pfaff (° 4 oktober 1978). Zij is getrouwd met Dave Volders (° 29 mei 1978). In 2006 kregen Lyndsey en Dave een zoon, genaamd Bruce Mike Debby (° 20 juli 2006). Omdat hij zo groot was kreeg hij van de familie de bijnaam "beertje Bruce". In 2007 is het zusje van Bruce geboren: Fay Kelly Guy Volders (° 10 september 2007). Zij kreeg de bijnaam "prinsesje Fay". Dave werkt bij een autobedrijf. Lyndsey werkte bij de Belgische Flair, maar heeft sinds kort het stokje van haar moeder overgenomen als de manager van haar vader. Op 27 augustus 2004 stapten Lyndsey en Dave in het huwelijksbootje.

### Bompa
Bij Jean-Marie en Carmen woonde sinds 1985 tot zijn overlijden ook de vader van Carmen, Edilbert Seth (° 7 juni 1929 – † 6 maart 2007), in huis. "Bompa" overleed op 77-jarige leeftijd in de nacht van 5 op 6 maart 2007 in zijn slaap aan een hartaanval, nadat hij al eerder ziek was geweest. Seth was een circusclown en goochelaar, die opgroeide in een kermisgezin. De periode na zijn overlijden werd er een speciale aflevering van De Pfaffs uitgezonden als eerbetoon aan 'den bompa'.

## Seizoenen
In de eerste drie seizoenen wonen alle dochters Pfaff nog in de villa van Jean-Marie en Carmen in Brasschaat. Inmiddels zijn alle dochters het huis uit en hebben ze ieder hun eigen stek. Debby en Nicolas wonen boven een bloemenwinkel wat vroeger hun eigen zonnebankcentrum "Sunset Boulevard" was, in Beveren. Kelly en Sam wonen net als Lyndsey en Dave wat dichter in de buurt van hun ouders, gewoon in Brasschaat.
Het twaalfde seizoen is afgerond. Hierna zal er geen dertiende seizoen meer komen. De Pfaffs trok in zijn hoogdagen wekelijks bijna 1 miljoen kijkers op VTM. De eerste serie haalde een gemiddelde van 958.567 kijkers. Het tweede en derde seizoen scoorden nog beter. Daarna daalden de cijfers jaar na jaar met een gemiddelde van 805.608 voor het vijfde seizoen en 595.274 voor de elfde reeks. De serie haalde 700.000 kijkers op RTL 4. De dagelijkse herhalingen op RTL 8 trekken gemiddeld nog 300.000 kijkers.

### Afleveringen
| Seizoen | Afleveringen | Aantal | Uitzenddata                         |
| ------- | ------------ | ------ | ----------------------------------- |
| 1       | 1 - 16       | 16     | 6 september 2002 - 20 december 2002 |
| 2       | 17 - 31      | 15     | 5 september 2003 - 26 december 2003 |
| 3       | 32 - 52      | 21     | 29 augustus 2004 - 23 januari 2005  |
| 4       | 53 - 91      | 39     | 4 september 2005 - 28 mei 2006      |
| 5       | 92 - 133     | 42     | 3 september 2006 - 10 juni 2007     |
| 6       | 134 - 149    | 16     | 3 februari 2008 - 18 mei 2008       |
| 7       | 150 - 159    | 10     | 7 september 2008 - 9 november 2008  |
| 8       | 160 - 178    | 19     | 25 januari 2009 - 31 mei 2009       |
| 9       | 179 - 188    | 10     | 17 oktober 2009 - 19 december 2009  |
| 10      | 189 - 202    | 14     | 21 februari 2010 - 23 mei 2010      |
| 11      | 203 - 223    | 21     | 5 september 2010 - 20 maart 2011    |
| 12      | 223 - 227    | 5      | 4 december 2011 - 1 januari 2012    |

## Trivia
- Bij de Nederlandse versie werd de Vlaamse commentaarstem van Désiré Naessens vervangen door de stem van Nederlander Peter Moraal. Beide versies zijn ook Nederlands ondertiteld.
- Ondertussen is er ook een aantal strips met originele De Pfaffs-stripverhalen verschenen, waarvan Charel Cambré de tekenaar is.
- In 1991 had Jean-Marie Pfaff een cameo in F.C. De Kampioenen en in 2009 volgden zijn dochters, Debby en Lyndsey Pfaff.